# بیورن پالسون
بیورن پالسون (انگلیسی: Bjørn Paulson; ۲۱ ژوئن ۱۹۲۳ – ۱۴ ژانویهٔ ۲۰۰۸) ورزشکار دو و میدانی، و حقوقدان اهل نروژ بود.